# چن یوشی
چن یوشی (انگلیسی: Chen Yuxi؛ زادهٔ ۱۱ سپتامبر ۲۰۰۵) شیرجه‌رو زن اهل چین است.
وی در مسابقات کشوری و بین‌المللی در مجموع برندهٔ ۲ مدال طلا شده است.